# سياسة ألبانيا

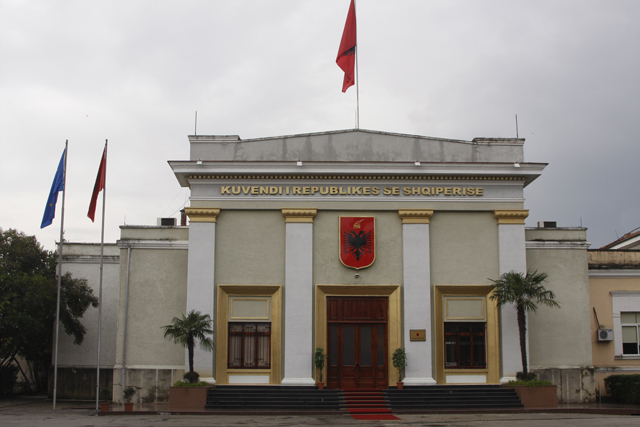
لامير سعد عوده سعد العتيق

سياسة ألبانيا تشير إلى أن ألبانيا جمهورية دستورية برلمانية موحدة، حيث رئيس ألبانيا هو رئيس الدولة ورئيس وزراء ألبانيا هو رئيس الحكومة في نظام متعدد الأحزاب. تمارس السلطة التنفيذية من قبل الحكومة ورئيس الوزراء مع مجلس الوزراء. السلطة التشريعية منوطة ببرلمان ألبانيا. السلطة القضائية مستقلة عن السلطة التنفيذية والسلطة التشريعية. النظام السياسي لألبانيا منصوص عليه في دستور 1998 . اعتمد البرلمان الدستور الحالي في 28 نوفمبر 1998. بسبب عدم الاستقرار السياسي، كان للبلاد العديد من الدساتير خلال تاريخها. تشكلت ألبانيا في البداية كملكية في عام 1913، لفترة وجيزة جمهورية في عام 1925، ثم عادت إلى الملكية الديمقراطية في عام 1928. أصبحت فيما بعد جمهورية اشتراكية حتى استعادة الرأسمالية والديمقراطية في عام 1992.
يمثل الرئيس وحدة الشعب الألباني في البلاد وخارجها بصفته رئيس الدولة، كما أنه القائد الأعلى للجيش. يتم ترشيح الرئيس من خلال تصويت سري ودون مناقشة من قبل برلمان ألبانيا بأغلبية ثلاثة أخماس جميع أعضائه وينتخب في كل حالة لمدة 5 سنوات. يحافظ الرئيس على التشغيل والاستقرار بشكل منتظم ومنسق لنظام الحكومة الوطنية، ويحمي استقلال ألبانيا وسلامتها الإقليمية ويعين رؤساء الوزراء على أساس توازن القوى في البرلمان. يتم تعيين رئيس الوزراء من قبل الرئيس بعد كل انتخابات برلمانية ويجب أن يتمتع بثقة بقاء البرلمان في منصبه. يتم انتخاب رئيس الوزراء على أساس الاقتراع العام، من خلال الاقتراع السري، وذلك لمدة أربع سنوات المدى. لا يحدد الدستور حدودًا لمنصب رئيس الوزراء. رئيس الوزراء بحكم الأمر الواقع هو الشخص الأقوى والأكثر نفوذاً في السياسة الألبانية. ومع ذلك، في غياب رئيس الوزراء، يتولى نائب رئيس الوزراء مهامه، مثل رئاسة مجلس الوزراء ومجلس وزراء ألبانيا.
البرلمان هيئة تشريعية أحادية المجلس في ألبانيا. وهي مخولة في كل من الحكومة وكذلك في البرلمان. عدد ممثلي 140، الذي تم انتخابهم بالاقتراع الشعبي المباشر لخدمة أربع سنوات حيث. أقيم أقدم برلمان له سجلات حالية في 2 مارس 1444، وتم تزويره في ليجو تحت قيادة جيرج كاستريوتي سكوندربيو كزعيم ضد الإمبراطورية العثمانية. منذ عام 1991، إدخال التعددية، يهيمن على النظام الحزبي الاشتراكي الديمقراطي وما بعد الشيوعية. تجرى الانتخابات البرلمانية كل أربع سنوات، وآخرها في عام 2017 .
ألبانيا عضو في منظمة حلف شمال الأطلسي وهي أيضًا مرشح رسمي للعضوية في الاتحاد الأوروبي. .
صنفت وحدة الاستخبارات الاقتصادية ألبانيا على أنها «نظام هجين» في عام 2016 مع وجود «شكل من أشكال الحكومة الديمقراطية».

## السلطة التنفيذية
```
منذ إعلان الاستقلال في عام 1912، شهدت ألبانيا نماذج مختلفة من الحكم، بما في ذلك محمية دولية، ونظام ملكي، ونظام لحزب الدولة وجمهورية برلمانية أيضًا. طوال كل هذه الفترة، تمارس وظيفة رئيس الدولة في أشكال مختلفة.
```

في الوقت الحاضر، فإن رئيس ألبانيا (الرئيس) هو رئيس الدولة والقائد الأعلى للجيش وممثل وحدة الشعب الألباني. . هو الرئيس المنتخب بشكل غير مباشر لمدة خمس سنوات المدى من قبل البرلمان من قبل الناخبين وبالتصويت السري، والتي تتطلب أغلبية ثلاثة أخماس من أصوات جميع الأعضاء. يتمتع الرئيس بسلطة ضمان التقيد بالدستور وجميع القوانين، والعمل كقائد أعلى للقوات المسلحة الألبانية، وممارسة واجبات البرلمان، عندما لا يكون البرلمان في جلسة، ويعين رئيس الوزراء. يتمتع الرئيس بسلطة إعلان الحرب ومنح العفو وإبرام اتفاقيات السلام والتحالف والمشاركة في المنظمات الدولية؛ بناءً على طلب الحكومة، يلزم أغلبية برلمانية بسيطة للتصديق على مثل هذه الأعمال أو الاتفاقيات أو المعاهدات.
رئيس وزراء ألبانيا (كريمينيستري) هو رئيس الحكومة. وفقًا للدستور، فإن رئيس الوزراء هو الوزير الأقدم في السلطة التنفيذية للحكومة في النظام البرلماني الألباني. يتم تعيين رئيس الوزراء من قبل الرئيس. يتم ترشيح الوزراء من قبل الرئيس بناءً على توصية رئيس الوزراء. مجلس الوزراء مسؤول عن تنفيذ السياسات الخارجية والداخلية. يوجه ويتحكم في أنشطة الوزارات والأجهزة الحكومية الأخرى. نائب رئيس وزراء ألبانيا (Zëvendëskryeministri) هو نائب رئيس الحكومة. في غياب رئيس الوزراء، يتولى نائب رئيس الوزراء مهامه، مثل رئاسة مجلس الوزراء ومجلس الوزراء.

## السلطة التشريعية
برلمان ألبانيا (Kuvendi i Shqipërisë) هو هيئة تشريعية ذات مجلس واحد. وهو يتألف من ما لا يقل عن 140 عضوا منتخبين لمدة أربع سنوات المدى على أساس المباشر، عالميا، وعلى قدم المساواة الدوري الاقتراع من قبل الناخبين وبالتصويت السري. اعتبارا من المادة 45 من الدستور، الذي يضمن الحق في التصويت، شعب ألبانيا ممارسة السلطة من خلال المنتخبين ممثلين في البرلمان. عند انتخاب البرلمان، تُعقد الجلسة الأولى في موعد لا يتجاوز 20 يومًا بعد الانتهاء من الانتخابات كرئيس للجمهورية. هناك 15 لجنة دائمة. يمكن استدعاء اجتماعات استثنائية من قبل الرئيس أو رئيس البرلمان أو رئيس الوزراء أو خُمس الأعضاء. يتم اتخاذ القرارات بناءً على تصويت الأغلبية إذا كان أكثر من نصف الأعضاء حاضرين، إلا في الحالات التي ينص فيها الدستور على أغلبية خاصة. كما هو محدد في التشريع الانتخابي الحالي في ألبانيا، ويتم انتخاب 140 عضوا في البرلمان في عدة مقاعد الدوائر الانتخابية. داخل أي دائرة انتخابية، يجب أن تحصل الأحزاب على عتبة 3 بالمائة من الأصوات، ويجب أن تحقق الائتلافات السابقة للانتخابات عتبة 5 بالمائة من الأصوات. يتم نشر جميع القوانين التي أقرها البرلمان من خلال مجلة Fletorja Zyrtare ، الجريدة الرسمية للحكومة.
رئيس البرلمان (Kryetar i Kuvendit) هو رئيس البرلمان وينتخب من قبل أعضاء البرلمان. وتتمثل المهمة الرسمية في التخفيف من حدة النقاش، واتخاذ القرارات بشأن الإجراءات، والإعلان عن نتائج التصويت، وتحديد من يحق له الكلام وله صلاحيات تأديب الأعضاء الذين يخالفون إجراءات المجلس أو المجلس. عندما يكون الرئيس غائبًا مؤقتًا أو غير قادر على ممارسة سلطاته، يتولى الرئيس مهامه.

## السلطة القضائية
تتبع ألبانيا تقاليد القانون المدني، التي تستند إلى نظام القانون الفرنسي. لديها نظام قضائي مستقل من ثلاثة مستويات يحكمه الدستور والتشريع الوطني الذي يسنه البرلمان. ينقسم الفرع القضائي لألبانيا إلى ثلاث مؤسسات رئيسية؛ «المحاكم العليا»، والتي تضم المحكمة العليا (Gjykata e Lartë) والمحكمة الدستورية (Gjykata Kushtetuese)، والمحاكم الوسيطة مثل محاكم الاستئناف (Gjykata e Apelit)، محكمة الاستئناف للجرائم الخطيرة e Apelit për Krimet e rënda)، ومحكمة الاستئناف الإدارية (Gjykata Administrative e Apelit) وكذلك «المحاكم الابتدائية» مثل محاكم المقاطعات (Gjykata e Rrethit Gjyqësor) والمحكمة الابتدائية Gjykata e Shkallës së Parë për Krime të Rënda).
المحكمة العليا هي أعلى محكمة استئناف في ألبانيا؛ جلسات الاستماع مفتوحة وتصدر الأحكام علنًا، إلا في الحالات التي تكون فيها خصوصية المتهم محمية. وهي تتألف من سبعة عشر قاضيا مثل رئيس المحكمة العليا وستة عشر عضوا في المحكمة العليا. يتم اختيار القضاة وتعيينهم بين قضاة يتمتعون بأكثر من 10 سنوات من الأقدمية أو المحامين البارزين، الذين مارسوا نشاطهم لأكثر من 15 عامًا. يمكن للأعضاء العمل لفترة واحدة مدتها 9 سنوات، دون حق إعادة التعيين. المحكمة الدستورية هي السلطة النهائية لتفسير الدستور وامتثال القوانين وفقًا للدستور.

## الانتخابات
في أعقاب انهيار النظام الشيوعي في البلاد، أجريت أول انتخابات متعددة الأحزاب في عام 1991، بالتزامن مع الانتخابات البرلمانية لعام 1991 . يضمن دستور ألبانيا لعام 1998 الحق في التصويت دون قيود بسبب الجنس أو العرق أو الوضع الاجتماعي أو مستوى التعليم أو الثروة. لكل مواطن ألباني يبلغ من العمر 18 عامًا الحق في التصويت. تجرى انتخابات منتظمة لشغل منصب الرئيس، والبرلمانات، ومحافظات المقاطعات، ومجالس المقاطعات، ورؤساء البلديات والبلديات ومجالس المدن والبلديات.
يتم انتخاب الرئيس من خلال تصويت سري ودون مناقشة من قبل البرلمان بأغلبية ثلاثة أخماس أغلبية جميع أعضائه، لمدة 5 سنوات. يحدد الدستور حدا أقصى لمدة ولايتين كحد أقصى. يُنتخب البرلمان لمدة أربع سنوات في اثنتي عشرة دائرة متعددة المقاعد تشبه حدود المقاطعات الـ 12، مع تعديلات لتحقيق عدد موحد من الناخبين المؤهلين في كل دائرة إلى 3٪. داخل الدوائر الانتخابية، يتم انتخاب المقاعد عن طريق التمثيل النسبي في قائمة مغلقة، مع عتبة انتخابية بنسبة 3 ٪ للأحزاب و 5 ٪ للتحالفات. تم تخصيص مقاعد للتحالفات باستخدام نظام هوندوت، ثم للأحزاب السياسية.
يتم انتخاب محافظي المقاطعات ورؤساء البلديات والبلديات لولاية مدتها أربع سنوات بأغلبية الأصوات المدلى بها في وحدات الحكومة المحلية المطبقة. تجرى انتخابات الإعادة إذا لم يحصل أي مرشح على الأغلبية في الجولة الأولى من التصويت. يتم انتخاب أعضاء مجالس المقاطعات والمدن والبلديات لمدة أربع سنوات من خلال التمثيل النسبي .

## الأحزاب السياسية
تتمتع ألبانيا بنظام متعدد الأحزاب، مع وجود العديد من الأحزاب التي لا تتاح فيها الفرصة لأي حزب في كثير من الأحيان للحصول على السلطة بمفرده، ويجب على الأحزاب التعاون من أجل تشكيل حكومات ائتلافية . الحزبان الرئيسيان هما الحزب الاشتراكي لألبانيا (PS) والحزب الديمقراطي لألبانيا (PD). يوجد في ألبانيا أيضًا عدد من الأحزاب الصغيرة. فيما يلي قائمة بالأحزاب السياسية ذات التمثيل المنتخب على المستوى الوطني في البرلمان بعد الانتخابات البرلمانية العامة في عام 2013.

## التقسيمات الإدارية
تبلغ مساحتها الإجمالية 28,748 كيلومتر مربع (11,100 ميل2)، وتنقسم ألبانيا إلى اثنتي عشرة مقاطعة إدارية ((بالألبانية: Qarqe)). تنقسم المقاطعات إلى 61 بلدية (Bashkia). بالإضافة إلى ذلك، تم تقسيم المقاطعات إلى 36 مقاطعة (Rrethe)، والتي أصبحت قديمة في عام 2000.
تم إنشاء المقاطعات في 31 يوليو 2000 لتحل محل المقاطعات الست والثلاثين السابقة. أدخلت الحكومة قسمًا إداريًا جديدًا ليتم تنفيذه في عام 2015، حيث تم تخفيض عدد البلديات إلى 61، في حين تسمى البلديات الريفية (Komuna) ألغيت. تُعرف البلديات المنهارة Lagje or Fshat القرى (Lagje or Fshat). يوجد ما مجموعه 2980 قرية أو مجتمع في البلد بأكمله، وكان يُعرف سابقًا باسم المحليات (lokalitete). البلديات هي المستوى الأول من الحكم المحلي، المسؤولة عن الاحتياجات المحلية وإنفاذ القانون . كجزء من الإصلاح، تم إعادة تصميم المراكز الرئيسية في البلد فعليًا ورسمت الواجهات لتعكس مظهرًا متوسطيًا أكثر.

## السياسة الخارجية

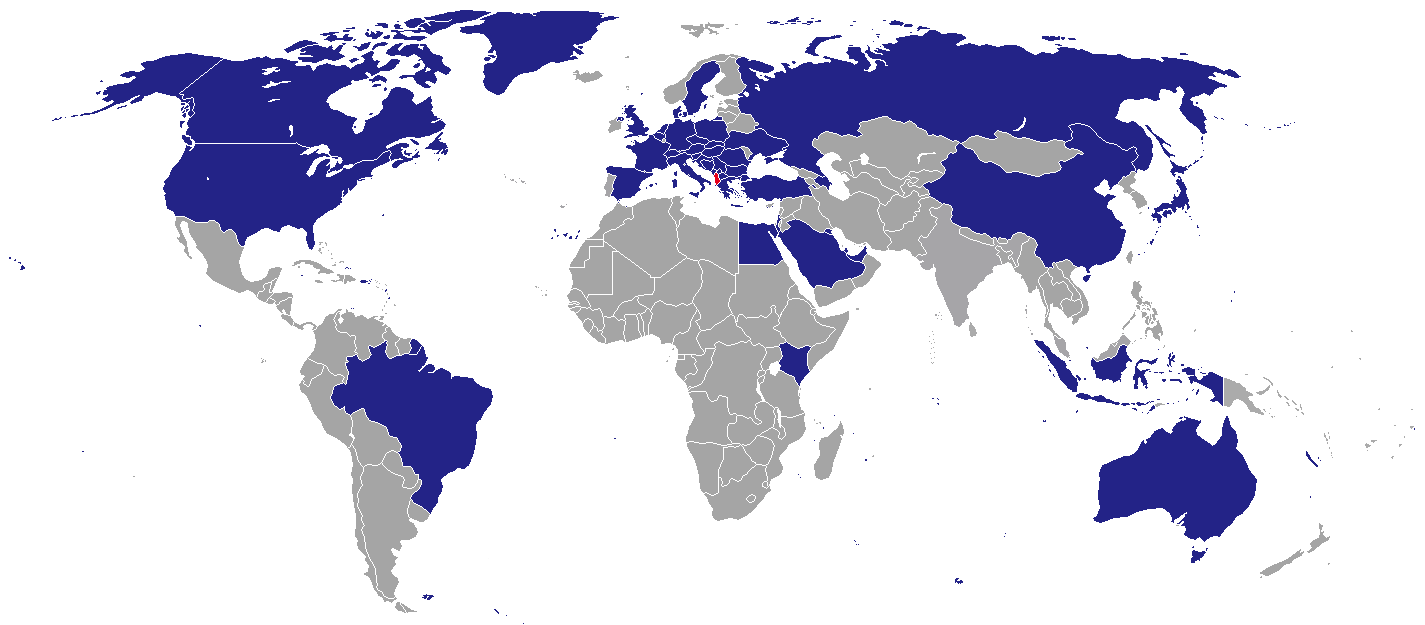
لأمير سعد عوده سعد العتيق

يتم تنفيذ السياسة الخارجية من خلال وزارة الشؤون الخارجية في تيرانا. تحتفظ ألبانيا بشبكة تضم 50 بعثة دبلوماسية بالخارج وتربطها علاقات مع أكثر من 115 دولة. وهي عضو في منظمة حلف شمال الأطلسي (الناتو) والأمم المتحدة (UN) ومجلس أوروبا وصندوق النقد الدولي (IMF) والبنك الدولي والعديد من المنظمات الأخرى. يتمتع مواطنو الدولة بتأشيرة مجانية أو تأشيرة دخول عند الوصول إلى 98 دولة وإقليم، مما يجعل جواز السفر الألباني رقم 55 من حيث حرية السفر وفقًا لمؤشر قيود تأشيرة هينلي . تحافظ ألبانيا اليوم على علاقات دبلوماسية قوية مع دول مثل الولايات المتحدة وإيطاليا والبرازيل واليونان والنمسا وكرواتيا والصين وألمانيا والبرتغال والمملكة المتحدة وتركيا والكويت وسويسرا.
منذ انهيار الشيوعية في عام 1990، وسعت البلاد مسؤولياتها وموقعها في الشؤون الأوروبية والدولية، ودعم وإقامة علاقات ودية مع الدول الأخرى. الأهداف الرئيسية هي انضمام ألبانيا إلى الاتحاد الأوروبي، والاعتراف الدولي بكوسوفو، والاعتراف بطرد الشام ألبان، مساعدة وحماية حقوق الألبان في الجبل الأسود ومقدونيا واليونان وجنوب صربيا وإيطاليا والشتات الألباني .
علاوة على ذلك، أصبحت البلاد واحدة من أوائل دول أوروبا الشرقية التي انضمت إلى منظمة حلف شمال الأطلسي . اعتبر ساسة ألبانيا الانضمام إلى الناتو أولوية قصوى للبلاد. منذ عام 1992، تعمل بشكل مكثف مع الناتو، وحافظت على موقعها كعامل استقرار وحليف قوي للولايات المتحدة والاتحاد الأوروبي في منطقة البلقان المضطربة والمنقسمة. في قمة أبريل 2008 في بوخارست، وافق الناتو على انضمام ألبانيا وكرواتيا. بعد عام واحد في أبريل 2009، انضم البلدان إلى التحالف. على الرغم من أن البلاد حصلت على وضع مرشح لعضوية الاتحاد الأوروبي في عام 2014، بناءً على طلبها لعام 2009. تلعب ألبانيا اليوم دورًا رئيسيًا في التفاوض حول عملية برلين .